# Cantonul Lattes
Cantonul Lattes este un canton din arondismentul Montpellier, departamentul Hérault, regiunea Languedoc-Roussillon, Franța.

## Comune
- Lattes (reședință)
- Palavas-les-Flots
- Pérols